# Olivier Père
Pour les articles homonymes, voir Père.
 (mai 2017).
Si vous disposez d'ouvrages ou d'articles de référence ou si vous connaissez des sites web de qualité traitant du thème abordé ici, merci de compléter l'article en donnant les références utiles à sa vérifiabilité et en les liant à la section « Notes et références ».
Olivier Père, né le 17 mars 1971 à Marseille, est un journaliste et critique de cinéma français. Il est aujourd'hui directeur d'Arte France Cinéma et directeur des acquisitions pour Arte France.

## Biographie
Olivier Père a étudié les lettres à la Sorbonne à Paris.
Dès 1995, il est programmateur à la Cinémathèque française, organisant de nombreux hommages, projections thématiques et rétrospectives.[réf. nécessaire]
Depuis 1996, il a aussi travaillé pour le festival Entre vues de Belfort en tant qu'organisateur de rétrospectives.[réf. nécessaire]
Il a également travaillé, dès 1997, comme journaliste, critique de cinéma à l'hebdomadaire Les Inrockuptibles.,
De 2004 à 2009, il est délégué général de la Quinzaine des réalisateurs, section indépendante du Festival de Cannes, organisée par la SRF (Société des réalisateurs de films).
Nommé en 2008 directeur artistique du Festival international du film de Locarno, il prend ses fonctions le 1er septembre 2009. Il annonce en août 2012 qu'il les quitte pour assurer la direction d'Arte France Cinéma, en remplacement de Michel Reilhac, à compter du 1er novembre 2012.

## Filmographie
- 2020 : La Nuée de Just Philippot (producteur)